# Koen Bultinck
Koen Henk Jan Lodewijk Bultinck (Brugge, 21 maart 1964) is een voormalig Belgisch Vlaams-nationalistisch politicus die achtereenvolgens actief was bij Vlaams Belang en N-VA.

## Levensloop
Bultinck, afkomstig uit een Vlaams-nationalistische familie, studeerde in 1988 af als licentiaat in de politieke wetenschappen aan de UGent, met een licentiaatsverhandeling over de Frontbeweging. Hij was tevens actief als gouwleider bij het Vlaams Nationaal Jeugdverbond (VNJ) en was betrokken bij de organisatie van de IJzerbedevaart.
In februari 1992 werd Bultinck universitair medewerker voor de Kamerfractie van het toenmalige Vlaams Blok. In september 1995 tot aan zijn verkiezing in het parlement in juni 1999 was hij coördinator van de studiedienst van Vlaams Blok.
Hij vertegenwoordigde van 13 juni 1999 tot 6 mei 2010 het Vlaams Belang in de Kamer van volksvertegenwoordigers. In de Kamer zetelde hij in de commissies Volksgezondheid en Sociale Zaken. Daarnaast was hij van 2007 tot 2013 gemeenteraadslid in zijn woonplaats Diksmuide. In 2012 werd hij verkozen tot West-Vlaams provincieraadslid, wat hij bleef tot in 2018. Bij de lokale verkiezingen van 14 oktober 2012 haalde hij 1905 voorkeurstemmen.
In januari 2018 stapte Bultinck uit het Vlaams Belang omdat hij het als Vlaams-nationalist steeds moeilijker had met het naar eigen zeggen simplistische anti-islamtaalgebruik van de partij. Hij ging als onafhankelijke zetelen in de West-Vlaamse provincieraad. In juni 2018 werd hij politiek actief voor N-VA. Van januari 2019 tot december 2024 was hij voor deze partij opnieuw gemeenteraadslid van Diksmuide. Bij de gemeenteraadsverkiezingen van oktober 2024 was Bultinck niet langer kandidaat, al bleef hij achter de schermen de lokale N-VA-afdeling steunen. Op 17 februari 2025 werd Koen Bultinck verkozen tot voorzitter van N-VA Diksmuide. Hiermee volgt hij Koen Coupillie op die bij de lokale verkiezingen van oktober 2024 burgemeester van de Stad Diksmuide werd. 
Bultinck werd tevens actief als bestuurder bij verschillende verenigingen en organisaties verbonden aan de Vlaamse Beweging. Hij werd ondervoorzitter van de plaatselijke afdeling van de Marnixring en secretaris van de vzw Kapelaan Verschaeve. Daarbovenop werd hij bestuurslid bij het Neutraal Ziekenfonds Vlaanderen.